# Суне
Суне (на шведски: Sunne) е град в западната част на Централна Швеция, лен Вермланд. Главен административен център на едноименната община Суне. Разположен е около малката 3-километрова река, която свързва езерата Йовре Фрюкен и Мелан Фрюкен. Намира се на около 270 km на северозапад от столицата Стокхолм и на около 60 km на северозапад от Карлстад. Основан е през 1920 г. Получава статут на търговски град (на шведски шьопинг) през 1971 г. Има жп гара и летище. Населението на града е 4931 жители според данни от преброяването през 2010 г.

## Личности
На 7 km на югоизток от Суне край брега на езерото Мелан Фрюкен се намира имението Морбака, в което е родена писателката Селма Лагерльоф.